# 北岸 (特拉華州)
北岸（英語：North Shores）是位於美國特拉華州蘇塞克斯縣的一個非建制地區。該地的面積和人口皆未知。

## 地理
北岸的座標為38°44′10″N 75°05′04″W / 38.73611°N 75.08444°W，而該地的平均海拔高度為1米（即3英尺）。